# Horst Blankenburg
Horst Blankenburg (* 10. července 1947 Heidenheim an der Brenz) je bývalý německý fotbalista, obránce. Nikdy nenastoupil v německé reprezentaci, kde na jeho místě hrál Franz Beckenbauer. Před MS 1974 jej požádal Johan Cruijff, aby hrál za Nizozemsko, ale to odmítl, protože stále doufal v povolání do reprezentace Německa.

## Fotbalová kariéra
Hrál za 1. FC Norimberk, v Rakousku za Wiener Sport-Club, v Německu za TSV 1860 München, v Nizozemsku za Ajax Amsterdam, v Německu za Hamburger SV, ve Švýcarsku za Neuchâtel Xamax, v USA za Chicago Sting, v Belgii za KSC Hasselt a v Německu za Preußen Münster. S Ajaxem získal třikrát mistrovský titul, třikrát nizozemský pohár a v letech 1971,1972 a 1973 Pohár mistrů evropských zemí. S Hamburger SV vyhrál v roce 1976 německý pohár a v roce 1977 Pohár vítězů pohárů. V Poháru mistrů evropských zemí nastoupil ve 22 utkáních a dal 1 gól, v Poháru vítězů pohárů nastoupil v 5 utkáních, Poháru UEFA nastoupil v 18 utkáních a dal 1 gól, v Superpoháru UEFA nastoupil ve 4 utkáních a v Interkontinentálním poháru nastoupil ve 2 utkáních.

## Ligová bilance
| Ročník                                | Zápasy | Góly | Klub              |
| ------------------------------------- | ------ | ---- | ----------------- |
| Rakouská fotbalová Bundesliga 1968/69 | 27     | 0    | Wiener Sport-Club |
| Německá fotbalová Bundesliga 1969/70  | 31     | 1    | TSV 1860 München  |
| Eredivisie 1970/71                    | 13     | 0    | Ajax Amsterdam    |
| Eredivisie 1971/72                    | 33     | 0    | Ajax Amsterdam    |
| Eredivisie 1972/73                    | 30     | 0    | Ajax Amsterdam    |
| Eredivisie 1973/74                    | 33     | 3    | Ajax Amsterdam    |
| Eredivisie 1974/75                    | 30     | 0    | Ajax Amsterdam    |
| Německá fotbalová Bundesliga 1975/76  | 31     | 0    | Hamburger SV      |
| Německá fotbalová Bundesliga 1976/77  | 13     | 0    | Hamburger SV      |
| Švýcarská Super League 1977/78        | 19     | 0    | Neuchâtel Xamax   |
| CELKEM                                | -      | -    |                   |